# 弘行寺 (南足柄市)

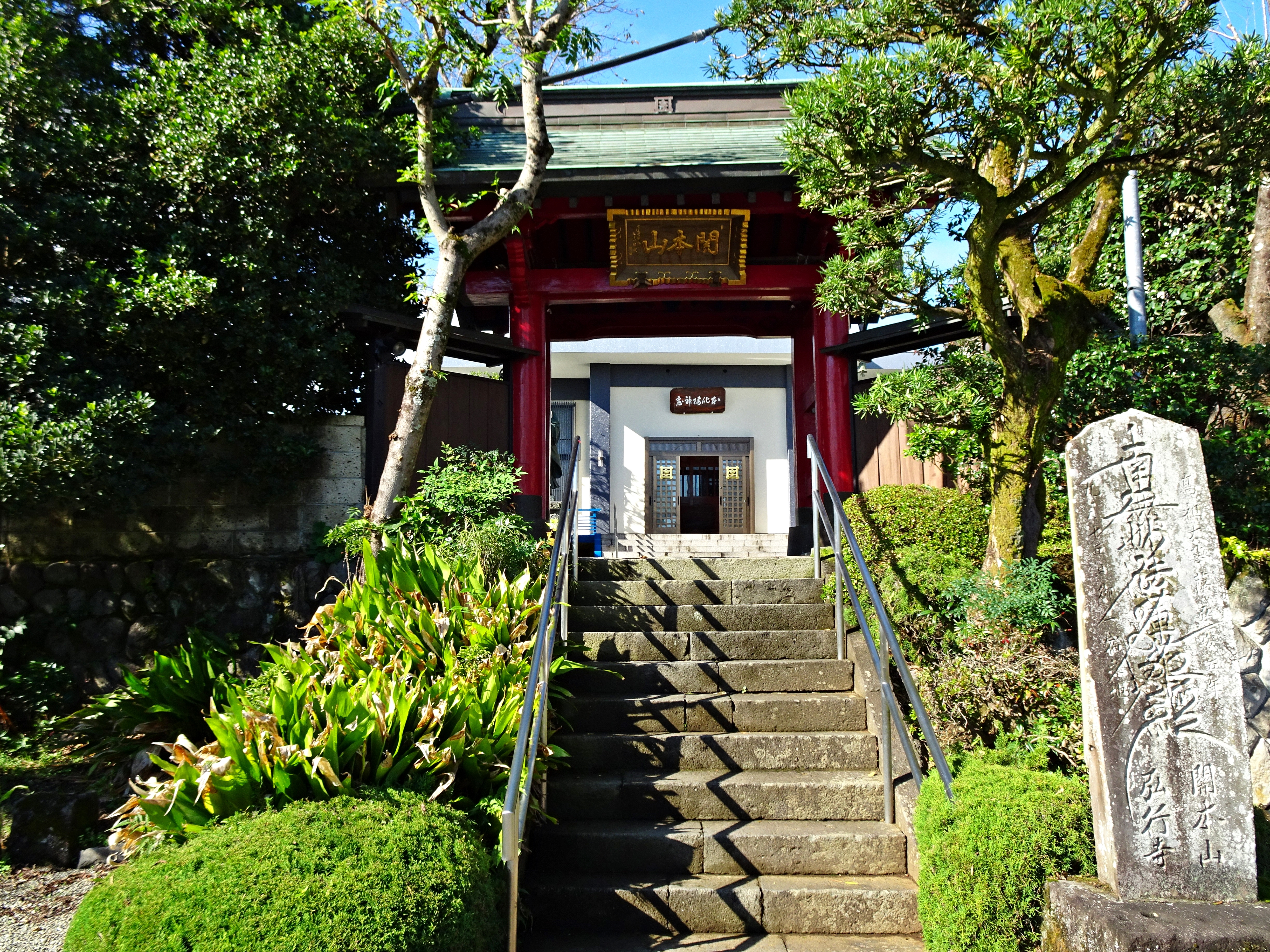
弘行寺山門

弘行寺（ぐぎょうじ）は、神奈川県南足柄市雨坪にある日蓮宗の寺院。山号は関本山。弘安5年9月15日一泊の地。山号は地名から寺号は弘安年中に建立したことに因むという。旧本山は大本山法華経寺（中山門流）、池上・感応寺法縁（関東堺法縁）。市内には大円寺もある。

## 歴史
弘安5年（1282年）、身延山久遠寺から池上に向かう日蓮が宿泊した下田五郎左衛門の邸が起源。弘安年間（1278年 - 1288年）に中老僧の日弁が寺とした。

## 境内
- 本堂

## 歴代
- 越後阿闍梨日弁

## 参考資料
- 市川智康『日蓮聖人の歩まれた道』水書房（1989年）212－213頁
- 日蓮宗新聞 2014年9月2日付
- 「苅野庄 雨坪村 弘行寺」『大日本地誌大系』 第36巻新編相模国風土記稿1巻之20村里部足柄上郡巻之9、雄山閣、1932年8月。NDLJP:1179198/142。